# Stenelmis fuscata
Stenelmis fuscata is een keversoort uit de familie beekkevers (Elmidae). De wetenschappelijke naam van de soort werd in 1925 gepubliceerd door Willis Stanley Blatchley.